# ماغنوس راسموسن
ماغنوس راسموسن (18 أبريل 1993 كوبنهاغن الدنمارك - ) هو لاعب كرة قدم دانمركي يلعب كلاعب وسط.

## وصلات خارجية
ماغنوس راسموسن على موقع إي إس بي إن إف سي (الإنجليزية)
- ماغنوس راسموسن على موقع قاعدة بيانات كرة القدم.إي يو (الإنجليزية)